# Skroderdienas Silmačos
"Skroderdienas Silmačos" (Schneidertage auf dem Hof Silmači) ist ein Theaterstück in drei Akten von Rūdolfs Blaumanis, welches im Jahre 1901 entstand und am 30. Januar 1902 im Lettischen Nationaltheater uraufgeführt wurde.
Eine Vielzahl von Theatergruppen studieren das Stück jedes Jahr zum lettischen Johannisfest ein, womit es ein untrennbarer Bestandteil des Festes geworden ist.
2020 veröffentlichte Stephan Kessler seine deutsche Übersetzung Schneidertage auf Lüttwalden.

## Personen
- Antonija: Bäuerin in Silmači, Mutter von Tonija.
- Tonija: Tochter von Antonija.
- Aleksis: Bruder von Kārlēns.
- Kārlēns: Bruder von Aleksis.
- Elīna: Magd in Silmači, Schwester von Auce.
- Pindaks: Mann von Pindacīša.
- Pindacīša: Frau von Pindaks.
- Ieviņa: Tochter von Pindaks und Pindacīša.
- Pičuks: Mann von Auce.
- Auce: Frau von Pičuks, Schwester von Elīna.
- Bebene: Leibeigene.
- Tomuļu māte („Tomulīša“): Heilerin.
- Dūdars: Schneider.
- Rūdis: Lehrling von Dūdars.
- Ābrams Vulfsons: Händler, Vater von Joske.
- Joske: Händler, Sohn von Ābrams.
- Zāra Goldbauma: Näherin.

## Handlung
Antonija, die Bäuerin von Silmači bereitet sich auf die Hochzeit mit Aleksis vor. Zur Anfertigung des Brautkleides erscheinen der Schneider Dūdars mit seinem Lehrling Rūdis sowie die Näherin Zāra auf dem Hof. Ihnen folgen auch der Händler Ābrams und sein Sohn Joske.
Im Laufe des Stücks wird klar, dass Antonija ein Verhältnis mit Dūdars hatte. Vor acht Jahren wurde Dūdars’ Bein verstümmelt, worauf ihn Antonija auf Drängen ihrer Mutter hin verließ, um den ehemaligen Bauern von Silmači zu heiraten. Nach dem Tod des Bauern im vergangenen Jahr hat Antonija Aleksis kennengelernt, der sich nach einem Gelage mit ihr verlobt hat, obwohl er in Wahrheit die Magd Elīna liebt. Während gemunkelt wird, dass Aleksis Antonija lediglich aus materiellen Gründen heiraten will, quält er sich damit, die Beziehung mit Elīna zu beenden.
Da Dūdars die Zerrissenheit von Antonija nicht erträgt, versucht er sie davon zu überzeugen, dass Aleksis sie nicht liebt. Währenddessen versteckt Joske seine Beziehung mit Zāra vor seinem Vater Ābrams, da dieser gegen eine Heirat mit der mittellosen Näherin ist. Im Laufe der Handlung wird Ābrams bei einer Explosion verletzt, für die er daraufhin Joske und Zāra verantwortlich macht.
Dūdars gelingt es, die Bedenken von Ābrams gegenüber Zāra zu zerstreuen. Am Morgen des Johannistages schafft es Antonija, dass Ābrams die Beziehung zwischen Joske uns Zāra anerkennt. Als Aleksis sieht, wie glücklich Pičuks und Auce sind, sagt er seine Hochzeit mit Antonija ab. Dūdars bittet darum, die verzweifelte Antonija zu heiraten.
Am Ende des Stücks kommt es zu drei Hochzeiten: Zwischen Antonija und Dūdars, Elīna und Aleksis, sowie Zāra und Joske.